# Битва при Татайиба
Битва при Татайиба (исп. batalla de Tatayibá), также известное как «Битва всадников» — сражение между частями парагвайской армии во главе с будущим президентом Бернардино Кабальеро и войсками Бразилии под командованием Луиша Алвеша ди Лима и Сильвы. Сражение произошло в ночь на 21 октября 1867 года в месте, известном как Татайба, примерно в 5 километрах от форта Умайта.  Бразильцы, обладавшие серьезным численным преимуществом, одержали победу. В отличие от многих других сражений этой войны в битве при Татайиба принимали участие только кавалерийские подразделения противников.
Несколько раз парагвайцы пасли своих лошадей на берегу лагуны Эрмоса. Зная об этом, бразильский генерал Луиш Алвеш ди Лима и Сильва решил устроить засаду, чтобы полностью уничтожить парагвайскую кавалерию. Бразильцы применили военную хитрость. Несколько бразильцев заставили парагвайскую конницу преследовать их. После трех миль погони преследующие попали в ловушку, организованную основными силами бразильской кавалерии, в общей сложности 5000 всадников. После быстрых действий одна бразильская колонна неожиданно загнала в угол часть парагвайских кавалеристов и уничтожила их, в то время как другая колонна обрушилась на четыре полка майора Бернардино Кабальеро. Он перестроил свои полки, отразившие последовательные атаки противника. Неожиданно из тыла появилось несколько новых бразильских полков, полностью окруживших парагвайцев, которым пришлось прорываться в направлении Умайты. Кабальеро за удачные маневры в ходе этого сражения был повышен до звания полковника.